# Reprezentacja Bułgarii w piłce wodnej kobiet
Reprezentacja Bułgarii w piłce wodnej kobiet – zespół, biorący udział w imieniu Bułgarii w meczach i sportowych imprezach międzynarodowych w piłce wodnej, powoływany przez selekcjonera, w którym mogą występować wyłącznie zawodnicy posiadający obywatelstwo bułgarskie. Za jej funkcjonowanie odpowiedzialny jest Bułgarski Związek Pływacki (BFPS), który jest członkiem Międzynarodowej Federacji Pływackiej.